# Tarantula Magica
Tarantula Magica is een enterprise in het Nederlandse attractiepark Avonturenpark Hellendoorn.
De attractie werd gebouwd in 2012 door de firma HUSS Park Attractions, in opdracht van de nieuwe eigenaar van het park, de Looping Group.
Een enterprise werkt door middel van middelpuntvliedende kracht, waardoor veiligheidsbeugels niet nodig zijn. Vanaf 140 cm mag iemand in de attractie plaatsnemen, onder begeleiding kan dit vanaf 120 cm. De attractie heeft 20 gondels en biedt zo plaats aan 40 bezoekers per rit.
Afbeeldingen
 · Lijst van attracties